# Raimo Epifanio Tesauro
Raimo Epifanio Tesauro (né vers 1480 à Naples, en Campanie, mort en 1511 dans cette même ville) est un peintre italien de la Renaissance et de l'école napolitaine, qui a été actif au début du XVIe siècle.

## Biographie
Il est le fils (ou neveu) et élève de Bernardo Tesauro. Il a peint plusieurs œuvres (fresques) dans les bâtiments publics de Naples.  

## Œuvres
- Visite de la Vierge à sainte Élisabeth[2],

## Sources
- (en) Cet article est partiellement ou en totalité issu de l’article de Wikipédia en anglais intitulé « Raimo Epifanio Tesauro » (voir la liste des auteurs).